# Jeannette Auricht
Jeannette Auricht (* 22. Januar 1970 in Berlin) ist eine deutsche Politikerin (AfD).

## Leben
Jeannette Auricht ist in Mahlsdorf aufgewachsen. Sie ist kaufmännische Angestellte. Auricht ist verheiratet.

## Politik
Auricht gehört seit 2016 dem Landesvorstand der AfD Berlin an und bekleidet seit 2018 das Amt der stellvertretenden Landesvorsitzenden. Des Weiteren ist sie Bezirksvorsitzende der AfD in Marzahn-Hellersdorf.
Bei den Wahlen zum Abgeordnetenhaus 2016 und 2021 wurde sie ins Abgeordnetenhaus gewählt. Auch bei der Wiederholungswahl 2023 konnte sie ihren Sitz im Abgeordnetenhaus verteidigen. Seit 2021 ist sie stellvertretende Fraktionsvorsitzende und Sprecherin für Arbeit, Soziales, Gleichberechtigung ihrer Fraktion.
Bei der Bundestagswahl 2017 kandidierte Auricht als Direktkandidatin für die AfD im Wahlkreis Berlin-Marzahn-Hellersdorf. Mit 20,6 Prozent der Erststimmen verfehlte Auricht den Einzug in den Bundestag und blieb auch hinter dem Ergebnis der AfD bei der Berliner Abgeordnetenhauswahl 2016 in Marzahn-Hellersdorf (23,3 Prozent der Erststimmen) zurück. Im Zuge ihres Wahlkampfes hatte Auricht eine Veranstaltung mit Björn Höcke organisiert. Im März 2021 wurde sie zur ersten Stellvertreterin der Berliner Landesvorsitzenden der AfD gewählt. Sie beteiligte sich an den Anti-Corona-Protesten, gemeinsam mit  Aktivisten der Neuen Rechten.